# 金牛座β流星群
金牛座β流星群是峰值現在日出之後，屬於白晝出現的年度流星雨。 
金牛座β流星群正常的活動時期是從6月5日至7月18日。它們的平均輻射點在赤經5h18m，赤緯+21.2度，最大活躍期在6月29日 (太陽黃經=98.3度)。以雷達觀測到的最大每小時數量通常維持在25顆。
這個流星群是金牛座流星雨的分支，是數千年前與地球遭遇而剝離的。